# Joseph-Conrad d'Anthès
Pour les articles homonymes, voir Joseph Conrad (homonymie).
Pour les autres membres de la famille, voir Famille d'Anthès.
Joseph-Conrad-Alexandre, baron d'Anthès, seigneur de Blotzheim, est un militaire et homme politique français, né le 8 mai 1773 à Soultz-Haut-Rhin et mort le 1er septembre 1852 au même endroit.

## Biographie
Joseph-Conrad d'Anthès fut élève à l’école royale militaire de Pont-à-Mousson, puis officier au régiment de Royal-Allemand. Il fait partie des contingents militaires qui, sous les ordres du marquis de Bouillé, tentèrent les 20 et 21 juin 1791 de favoriser la fuite de Louis XVI, ce qui l'obligea à émigrer lui-même. Il séjourne alors en Allemagne, auprès de son oncle et parrain, le baron von Reuttner, commandeur de l’Ordre Teutonique, et ne rentre en France que sous l'Empire. En 1803, il est désigné comme membre du conseil municipal de Soultz.
Riche propriétaire du Haut-Rhin, il est élu le 9 mai 1822 membre de la Chambre des députés par le 2e arrondissement électoral du Haut-Rhin (Colmar). Il siégea à l'extrême-droite, et vota toujours avec les ultraroyalistes. Successivement réélu en 1824 et en 1827, il échoue le 23 juin 1830 contre André qui est élu avec 179 voix (le baron d'Anthès n'en avait obtenu que 135).
D'Anthès n'aborde jamais la tribune ; pourtant il n'intervint pas seulement par ses votes dans les débats parlementaires. « Il doit à la puissance de ses poumons, disait la Nouvelle Biographie pittoresque des députés de la Chambre septennale, ainsi qu'à l'amitié qu'il porte au triumvirat ministériel, le surnom de général de la clôture, surnom dont, par parenthèse, il se montre un peu trop fier. M. d'Anthès est un baron campagnard qui, avant d'être le mandataire du grand collège de Colmar, passait sa vie dans son domaine de Soultz, entre la choucroute et le tabac de contrebande. Aujourd'hui que M. le baron est chef de file de la phalange clôturière, il a quitté la choucroute pour la truffe insidieuse. Un électeur fonctionnaire le félicitait un jour de ce qu'il avait si bravement crié la clôture ! la clôture ! durant la dernière session : « J'espère, dit-il, crier bien davantage il, la session prochaine. » ».
Profondément légitimiste, à partir de la Révolution de juillet, le baron d'Anthès vécut dans la retraite. Il avait été conseiller d'arrondissement, puis conseiller général du Haut-Rhin.

## Famille
Joseph-Conrad d'Anthès est le fils de Georges Charles d'Anthès (1739-1803) et de Susanna Maria Anna Reuttner von Wey. Il est l'arrière petit-fils du baron Jean-Henri d'Anthès (1670-1733).

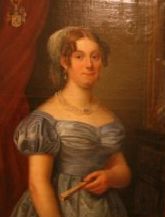
Portrait de son épouse la comtesse Marie-Anne von Hatzfeldt.

En 1806, il épouse Marie-Anne-Louise, comtesse de Hatzfeldt, fille unique du comte Lothaire-François-Joseph von Hatzfeldt, général-major au service de l'Electeur de Mayence et capitaine de ses Gardes à cheval, et de Frédérique-Eléonore, comtesse de Wartensleben. Le comte de Hatzfeldt est le frère de Franz Ludwig, premier prince de Hatzfeldt (1756-1827), et de la comtesse Neipperg, de la comtesse Nesselrode et de la comtesse de Coutenhove.
La femme du comte de Hatzfeldt, Frédérique-Eléonore de Wartensleben, qui se remaria avec le comte Godefroy Waldner de Freundstein, appartenait à une ancienne famille de la noblesse rhénane et avait pour sœur la comtesse Moussine-Pouchkine, femme de l'ambassadeur de l'Impératrice Catherine II.
De son mariage avec Marie-Anne de Hatzfeldt, Joseph-Conrad d'Anthès eut six enfants :
- Marie-Eugénie (1807-1876), mariée au comte Henri Claude Maron de Cerzé-Lusignan, lieutenant-colonel d'état-major ;
- Josèphe-Marie-Anne (1809-1848);
- Georges-Charles (1812-1895), époux d'Ekaterina Nikolaïevna Gontcharova ;
- Alphonse-Lothaire (1813-1884), conseiller général du Haut-Rhin ;
- Frédérique-Adelaïde, célibataire (1816-1873) ;
- Alexandrine-Clotilde, mariée au baron Mertian (1822-1903).

## Sources
- Adolphe Robert, Gaston Cougny, Dictionnaire des parlementaires français, 1889-1891
- L'Intermédiaire des chercheurs et curieux, Volume 95, 1932
- Albert Révérend, Jean Tulard, Titres et confirmations de titres: Monarchie de Juillet, 2e République, 2e Empire, 3e République, 1830-1908, 1974
- Alexandre Boudet Puymaigre, Souvenirs sur l'émigration, l'empire et la restauration, 1884